# Almirez

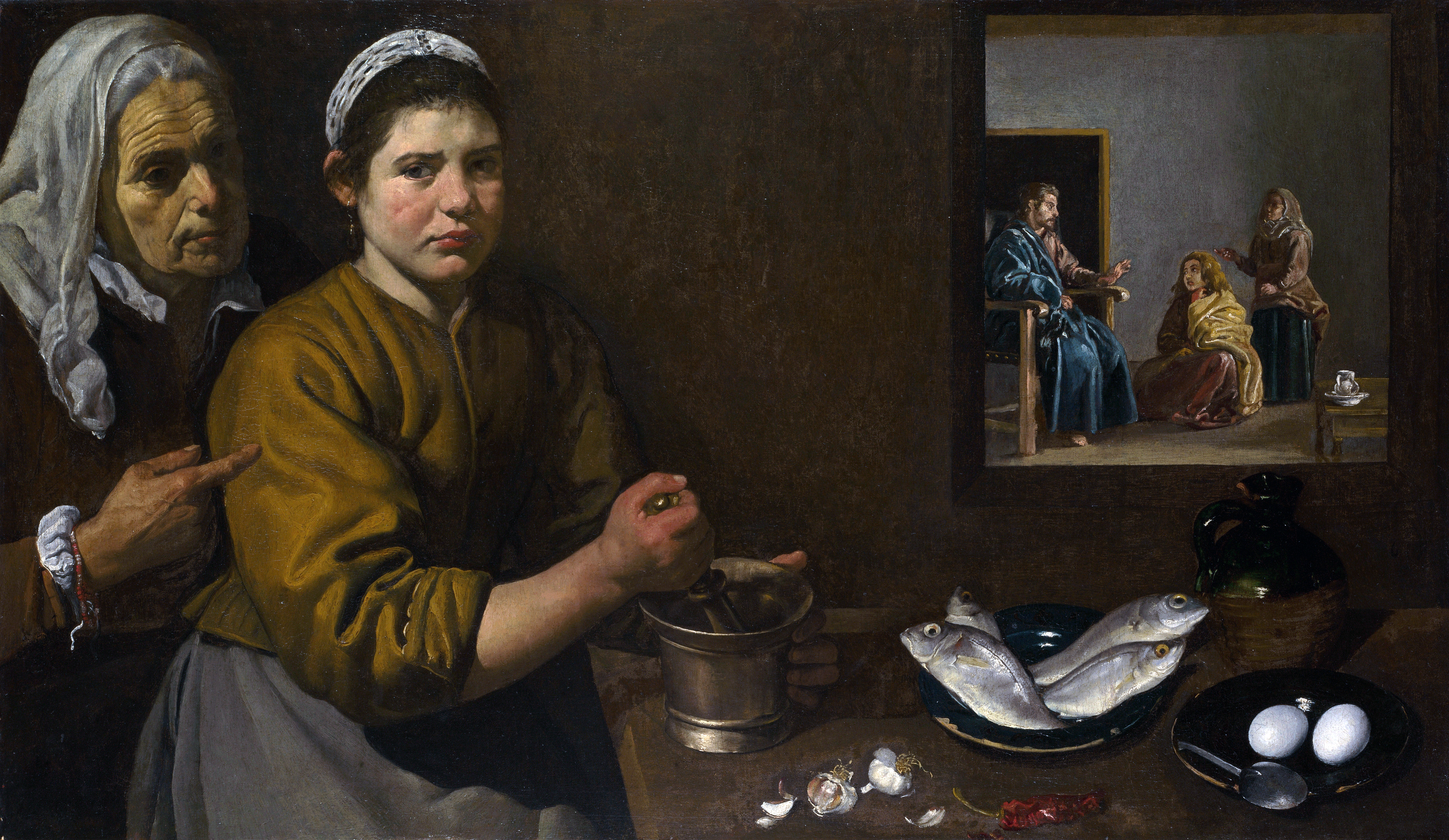
El almirez aparece pintado en la obra de Velázquez Jesús en la Casa de Marta.

El almirez o almirex (del árabe andalusí المِهْرِاسْ —al-mihréç—, «molienda», «mortero»; y este del árabe clásico مِهْرَاسْ —mihrās—) es, según la Real Academia Española, un «mortero de metal, pequeño y portátil, que sirve para machacar o moler en él».La mano del almirez es también denominada maja.
Sirve para machacar y triturar sustancias. Es utilizado en cocina para moler en él especias, semillas, ajos u otros ingredientes gastronómicos. También usado en las boticas (antiguas farmacias). Consiste en un recipiente en forma de cuenco y un mazo que se coge con una sola mano y a base de golpear la base y los laterales internos del cuenco muele el producto contenido en él.
Con posterioridad se usó como instrumento de percusión utilizado para acompañar cantos tradicionales como jotas, tonadas, fandangos, pastorales y sevillanas corraleras. El sonido se produce golpeando en los laterales y base internos. Asimismo este instrumento es utilizado en el tamborito y la cumbia panameña de la localidad de Antón en la provincia de Coclé.
Es frecuente que sea de latón o bronce fundido.